# Comté de Wahkiakum
Le comté de Wahkiakum (anglais: Wahkiakum County) est un comté de l'État américain du Washington. Son siège est Cathlamet. Selon le recensement de 2000, sa population est de 3 824 habitants.

## Géolocalisation
| Comté de Pacific          |                    | Comté de Lewis                              |
|                           | Comté de Wahkiakum |                                             |
| Comté de Clatsop (Oregon) |                    | Comté de Cowlitz Comté de Columbia (Oregon) |